# ۳۰۴۷ گوته
سیارک ۳۰۴۷ گوته (به انگلیسی: 3047 Goethe، نامگذاری:6091P-L) سه هزار و چهل و هفتمین سیارک کشف شده‌است که در ۲۴ سپتامبر ۱۹۶۰ کشف شد.
قدر مطلق سیارک برابر ۱۲٫۷۰ است.
این سیارک به افتخار گوته شاعر آلمانی نام گذاری شده‌است.